# Exota-affaire

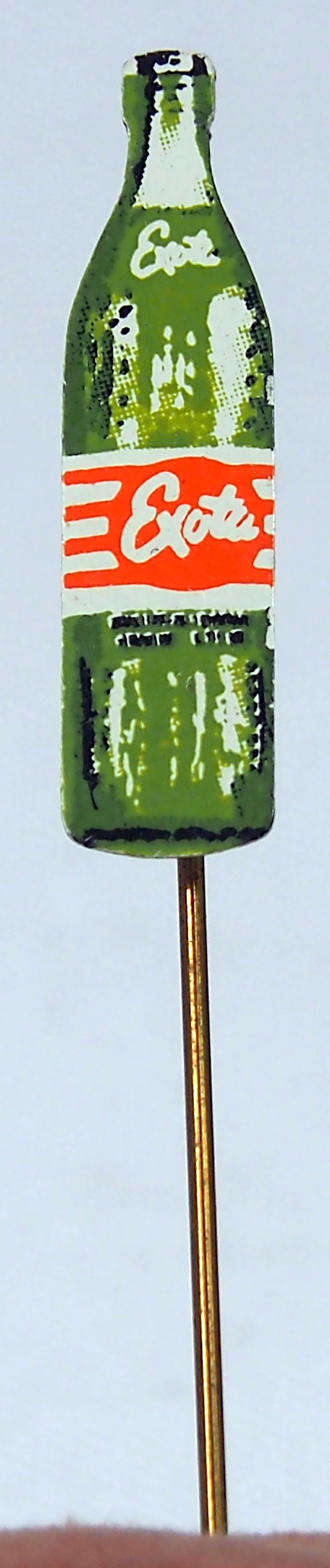
Exotafles als reclamespeldje

De Exota-affaire was een conflict en daarop volgend juridisch steekspel naar aanleiding van een televisie-uitzending in Nederland waarbij de (vermeende) onveiligheid van limonadeflessen mede werd geïllustreerd met een filmpje van een zogenaamd ontploffende fles met limonade van het merk Exota. De verkopen van dat merk frisdrank kelderden, wat tot het faillissement van de fabrikant leidde.
De verantwoordelijke omroepvereniging VARA en presentator Marcel van Dam werden aansprakelijk gesteld voor de geleden schade. Bij de langdurige juridische nasleep waren verschillende partijen betrokken: de familie Van Tuijn (voormalig eigenaar van een frisdrankfabriek te Dongen), de zakenman Jakob Leutscher (latere eigenaar van deze fabriek), de omroepvereniging VARA en de televisiepresentator/programmamaker (en latere VARA-voorzitter) Marcel van Dam.

## Aanloop naar de affaire
Vanaf 1923 werd door de voormalige bierbrouwerij De Kroon te Dongen een zogenaamde limonadegazeuse op de markt gebracht onder de merknaam Exota. Kort na de Tweede Wereldoorlog werd de 'Commanditaire Vennootschap De Kroon v/h H.J.C. van Tuijn' omgezet in 'Van Tuijn's Limonadefabrieken en Distilleerderijen N.V.'. Vanaf 1948 werd Exota gazeuse verkocht in zogenaamde gezinsflessen van 75 cl met beugelsluiting. In de jaren vijftig werd het Dongense bedrijf marktleider op het gebied van limonadegazeuses. In 1967 werden de verouderde Exota-beugelflessen vervangen door flessen met een metalen schroefdop. Het marktsegment van de limonadegazeuses was op dat moment reeds sterk slinkend, doordat coladranken en heldere lemon-limedranken ('updranken') sterk in opmars waren.
Vanaf 1969 bracht de VARA een televisieprogramma dat De Ombudsman heette (aanvankelijk 'Geachte Ombudsman'), naar een idee van Tom Pauka. Presentator was aanvankelijk Marcel van Dam, en de formule van het programma was het op te nemen voor "de gewone man" als deze het slachtoffer was van onrechtmatige praktijken van het bedrijfsleven of de overheid. Toen er klachten binnenkwamen dat enkele mensen gewond waren geraakt door scherven van exploderende frisdrankflessen, wijdde van Dam hier op 30 oktober 1970 een uitzending aan, waarin werd stilgestaan bij twee ernstige ongevallen. In de uitzending was ook drs. C.J. Kievit aanwezig, secretaris van de Algemene Nederlandse Bond van Bierhandelaren en Mineraalwaterfabrikanten (BBM), die toezegde dat de Nederlandse frisdrankfabrikanten een collectieve ongevallenverzekering zouden afsluiten ter zake van exploderende frisdrankflessen.
In de uitzending van 11 december 1970 kwam Van Dam terug op het onderwerp, nadat gebleken was dat veel meer mensen dan gedacht slachtoffer waren geworden van exploderende frisdrankflessen. Van Dam vond dat er daarom wettelijke eisen moesten komen voor de sterkte van deze flessen. Bovendien bleken de frisdrankfabrikanten niet zo toeschietelijk als was toegezegd. De ouders van een Amsterdams jongetje dat door een exploderende fles Exota aan één oog blind was geworden, moesten van fabrikant Van Tuijn's Limonadefabrieken en Distilleerderijen N.V. (Dongen) maar bewijzen dat de oorzaak van het ongeval niet bij hen lag. In de uitzending riep Van Dam consumenten op hun ervaringen met ontploffende frisdrankflessen - in het bijzonder die van het merk Exota - bij hem te melden. Met deze verklaringen zouden de ouders van het jongetje dan kunnen bewijzen dat de flessen van Exota explosiegevaarlijk en dus ondeugdelijk waren.

## Filmpje exploderende fles
Het gevolg van Van Dams oproep was een stroom van meer dan driehonderd schriftelijke reacties van mensen die allen een ongeluk met een frisdrankfles hadden meegemaakt. Een deel van deze reacties had betrekking op Exota-flessen. In een derde uitzending over het onderwerp (8 januari 1971) las Van Dam enkele citaten uit ontvangen brieven voor. Elk citaat werd afgesloten met een filmpje waarin een exploderende fles vertraagd werd getoond. Na het laatste citaat, dat wederom gevolgd werd door het filmpje, vertelde Van Dam ter toelichting dat aan TNO in Delft was gevraagd "om te laten zien wat er gebeurt als er een fles ontploft". Van Dam vermeldde ook dat er geen aanwijzingen waren dat Exota-flessen vaker explodeerden dan andere flessen. Door de suggestieve montage en ondanks de toelichting van Van Dam inzake het filmpje, namen veel kijkers aan dat het om een exploderende Exota-fles ging. In werkelijkheid had TNO voor het filmpje gebruikgemaakt van een sherryfles, waarbij het uiteenspatten werd veroorzaakt door een ingeschoten kogeltje, dat in de vertraagde opnamen van de Ombudsman-uitzending zichtbaar is. In de dagen volgend op de uitzending kelderden de Exota-verkopen. In januari 1971 werd 57% minder Exota verkocht dan in dezelfde maand van 1970. Hoewel de verkoopcijfers zich in de loop van 1971 geleidelijk weer wat herstelden, werd nooit meer het oude omzetniveau gehaald. In januari 1972 moest het faillissement worden aangevraagd voor Van Tuijn's Limonadefabrieken en Distilleerderijen N.V. en de daaraan gelieerde verkoopmaatschappij Handelsonderneming Tudo N.V. De faillissementsaanvraag werd echter weer ingetrokken toen zich in de persoon van de Amsterdamse zakenman J.K. Leutscher een onverwachte koper aandiende.

## Juridisch getouwtrek
Naar aanleiding van de Ombudsman-uitzending van 8 januari 1971 was door directeur S. van Tuijn een kort geding aangespannen tegen de VARA en Marcel van Dam. Op 9 februari 1971 oordeelde de president van de Amsterdamse arrondissementsrechtbank dat de grenzen van zorgvuldigheid en betamelijkheid jegens Van Tuijn door de VARA en Van Dam ver waren overschreden. Voorts werd bepaald dat Van Dam in zijn hoedanigheid als ombudsman Exota op generlei wijze meer in verband mocht brengen met exploderende frisdrankflessen, terwijl de VARA gedwongen werd tot rectificatie en een nader te bepalen schadevergoeding. Ook het gerechtshof te Amsterdam was op 12 mei 1971 van mening dat Van Dam en de VARA onrechtmatig handelen kon worden verweten. Gedurende geheel 1971 bleven echter berichtjes over exploderende frisdrankflessen het nieuws halen. Naast talloze berichtjes in de dagbladpers wijdde ook het satirische NCRV-televisieprogramma Farce Majeure een item aan het onderwerp (5 maart 1971).
In 1972 werd de omstreden speculant Jakob Leutscher de nieuwe eigenaar van Van Tuijn's Limonadefabrieken en Distilleerderijen N.V. en Handelsonderneming Tudo N.V.. Hij verkocht beide bedrijven al snel weer door aan de Verenigde Nederlandse Brouwerijen Breda-Oranjeboom N.V. (Breda), de Nederlandse dochter van het Britse concern Allied Breweries Ltd. (Londen). Tezelfdertijd wist Verenigde Nederlandse Brouwerijen Breda-Oranjeboom N.V. van de familie Van Tuijn een meerderheid van de aandelen te verwerven in Bottelmaatschappij Dongen B.V., licentiehouder van Coca-Cola voor een groot deel van Zuid-Nederland. De Coca-Cola bottelarij van Bottelmaatschappij Dongen was sinds 1949 gevestigd in hetzelfde fabriekscomplex als Van Tuijn's Limonadefabrieken. In september 1973 werden Van Tuijn's Limonadefabrieken en Bottelmaatschappij Dongen samengevoegd tot Frisdranken Industrie Nederland B.V., een bedrijf waarin ook de andere Nederlandse frisdrankenbelangen van Allied Breweries werden geïncorporeerd. Bij de verkoop van Van Tuijn's Limonadefabrieken aan Verenigde Nederlandse Brouwerijen Breda-Oranjeboom N.V. (1973) had Leutscher niet de schadeclaim op de VARA overgedragen. Of Leutscher echter wel recht kon laten gelden op deze schadeclaim was een andere zaak, daar de familie Van Tuijn in de overtuiging verkeerde dat deze schadeclaim slechts haar toekwam.
In 1985 formeerde Leutscher een groep beleggers die bereid was geld te steken in de verschillende juridische procedures die inmiddels liepen. In 1990 liet Leutscher beslag leggen op gebouwen van de VARA en de woning van Van Dam. Verder liet hij weten dat zijn claim op de VARA zou kunnen oplopen tot 20 miljoen gulden. Het beslag werd na korte tijd opgeheven. Op 12 december 1996 veroordeelde het gerechtshof van Amsterdam de VARA tot betaling van 2,2 miljoen gulden plus rente, uit te betalen aan het Nederlands Trustkantoor voor Belegging en Financiering. Via de Handelsmaatschappij EuropaAzië was het trustkantoor eigenaar van de claim. EuropaAzië had naar eigen zeggen inmiddels al meer dan een miljoen gulden in de rechtszaken gestoken. Leutscher ging in cassatie bij de Hoge Raad omdat van zijn claim slechts de helft was erkend.
Op 13 maart 1997 schreef het dagblad De Telegraaf dat bij de Exota-affaire wellicht familiebelangen hadden meegespeeld. Van Dams oudere broer Anton van Dam zou volgens gegevens van de Kamer van Koophandel directeur van het frisdrankenbedrijf Vrumona (Bunnik) zijn geweest. Wat De Telegraaf suggereerde was dat Marcel van Dam opzettelijk het merk Exota zou hebben zwartgemaakt om zo een concurrent van Vrumona uit te schakelen. Wat De Telegraaf echter niet meldde, was dat de broer van Marcel van Dam al in 1956, dus veertien jaar vóór de Exota-affaire, was overleden en dat de familie Van Dam sindsdien geen enkele financiële betrokkenheid meer had bij Vrumona.

## Uitspraak Hoge Raad
Op 26 juni 1998 bevestigde de Hoge Raad het arrest van het Amsterdamse hof. Leutscher was inmiddels overleden (30 juli 1997). Aan wie de VARA het totaalbedrag van 7,7 miljoen moest betalen was niet duidelijk. Aan het Nederlands Trustkantoor voor Belegging en Financiering? Aan de elf leden van de familie Van Tuijn, die elkaar inmiddels ook bestookten met  juridische procedures ter zake van de schadeclaim? Of misschien toch aan Frisdranken Industrie Nederland B.V., waarin Van Tuijn's Limonadefabrieken en Distilleerderijen N.V. in 1973 was opgegaan?
Op 13 augustus 1997 had de Rechtbank Breda al bepaald dat de schadevergoeding van de VARA aan de familie Van Tuijn toekwam, maar dat er niets hoefde te worden uitgekeerd, zolang de Van Tuijns hun onderlinge geschillen niet hadden bijgelegd. Voor zover bekend is de claim uiteindelijk aan de familie Van Tuijn uitgekeerd. De ouders van het door een Exota-fles aan één oog blind geworden jongetje hoefden minder lang te wachten; zij ontvingen in 1982 een schadevergoeding, elf jaar na dato.

## De nasleep
Nadat de juridische strijd was beslist is Van Dam nog herhaaldelijk op de Exota-affaire teruggekomen. In een column in De Volkskrant van 9 december 2004 bracht hij de Exota-affaire in verband met 'informatievervuiling', het verschijnsel dat een onjuistheid hardnekkig blijft voortbestaan, ondanks een weerlegging of rectificatie, doordat journalisten en internet-auteurs zich telkenmale baseren op de bron die deze onjuistheid bevat. In de zogenaamde 'Nacht van Van Dam', een speciale nachtelijke uitzending ter gelegenheid van Van Dams afscheid als presentator (30 januari 2005), werden de drie Ombudsman-uitzendingen uit 1970-1971 nogmaals op televisie vertoond. Van Dam verklaarde bij die gelegenheid tegenover interviewster Hanneke Groenteman dat er jarenlang nooit een woord over de Exota-affaire was gewisseld. De zaak zou pas weer zijn gaan rollen toen Van Dam in 1986 voorzitter van de VARA was geworden: "Toen dachten ze dat ze me onder druk konden zetten."
In maart 2005 spande de VARA een kort geding aan tegen The House of Books, uitgever van 'Het grote boek van de kleine feiten'. De VARA eiste dat het boek uit de handel zou worden genomen omdat erin een verkeerde voorstelling van zaken werd gegeven van de Exota-affaire en het boek verschillende onjuistheden zou bevatten, waaronder het in 1997 door De Telegraaf verspreide bericht dat Marcel van Dam in de Exota-affaire niet onpartijdig zou zijn geweest gezien de vermeende frisdrankenbelangen van zijn broer Anton, terwijl het feit dat deze broer al 14 jaar vóór de bewuste uitzendingen overleden was niet vermeld werd. Verder stond in het boek dat de ombudsman van de VARA 'het merk in 1971 van de kaart veegde door op televisie ontploffende flessen te tonen' waarmee de suggestie werd gewekt dat de flessen spontaan uit elkaar konden klappen. Volgens de VARA had Van Dam evenwel niemand 'van de kaart geveegd' omdat de frisdrank pas zeven jaar na de uitzending uit de handel werd genomen. Ook zou de hoogte van de schadevergoeding die de VARA moest betalen niet kloppen. Het boek vermeldde een bedrag van 8 miljoen gulden (3,6 miljoen euro) terwijl dit 2,2 miljoen gulden (1 miljoen euro) moest zijn. Het is echter niet tot een rechterlijk oordeel gekomen omdat de VARA en de uitgeverij voordien tot overeenstemming waren gekomen dat alle exemplaren van het boek uit de handel werden genomen.